# كورت ماير (لاعب كرة قدم)
كورت ماير (بالألمانية: Kurt Meyer)‏ هو لاعب كرة قدم ألماني، ولد في 4 فبراير 1921 في سيليزيا العليا، وتوفي في 23 أغسطس 2008 في ركلنهاوزن في ألمانيا.